# سنترالیا، پنسیلوانیا
سنترالیا شهر متروکه‌ای در شهرستان کلمبیا ایالت پنسیلوانیا آمریکا است. جمعیت این شهر به خاطر آتش زیر سطح زمین از بیش از ۱۰۰۰ نفر در سال ۱۹۸۱ به ۱۲ نفر در سال ۲۰۰۵، ۹ نفر در سال ۲۰۰۷ و ۱۰ نفر در سال ۲۰۱۰ رسیده‌است.
بخارات ناشی از سوختن زغال سنگ در معدن زیرزمینی سنترالیا و فرونشست ناشی از آتش‌سوزی و فروریزش بعدی ستون‌های زغال سنگ که به عنوان حامل سقف در تونل‌های معدنی زیر شهر استفاده می‌شدند، از دلایل ترک شهر توسط مردم بود.
سنترالیا، محل بزرگترین و مشهورترین آتش‌سوزی زغال سنگ است که از سال ۱۹۶۲ در حال سوختن است و به تغییر مکان همه ساکنین شهر منجر شده.

## نگارخانه

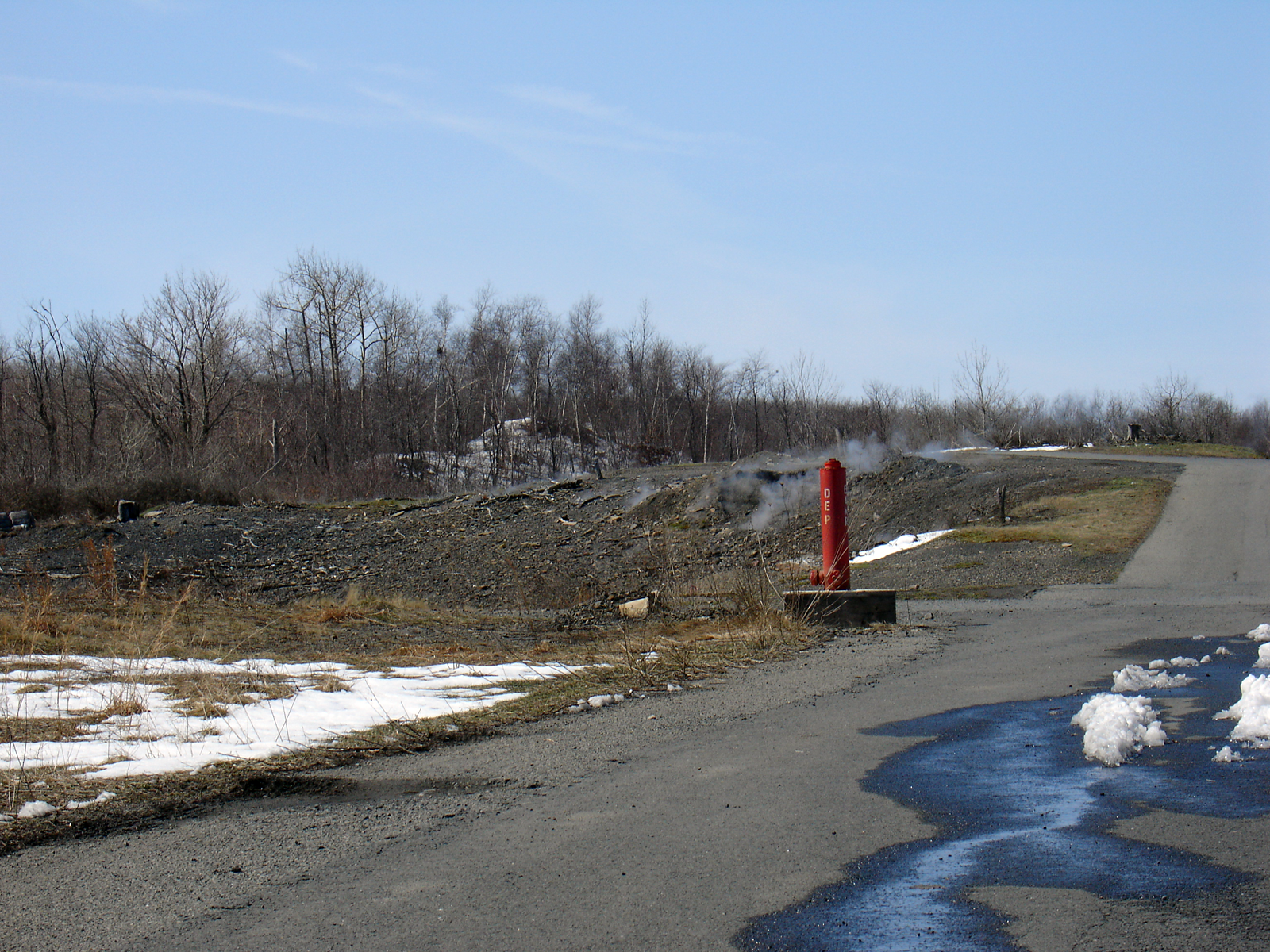
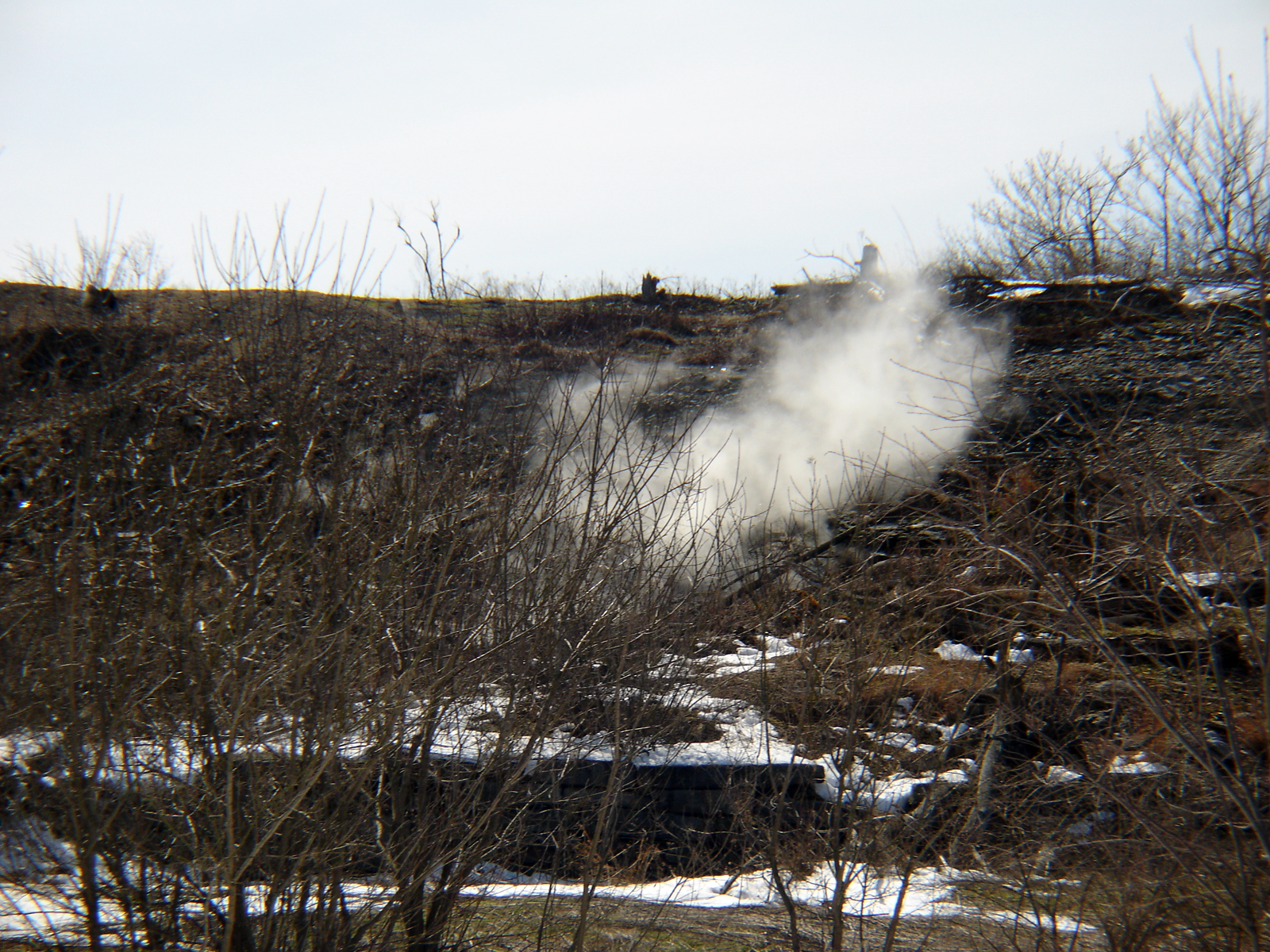
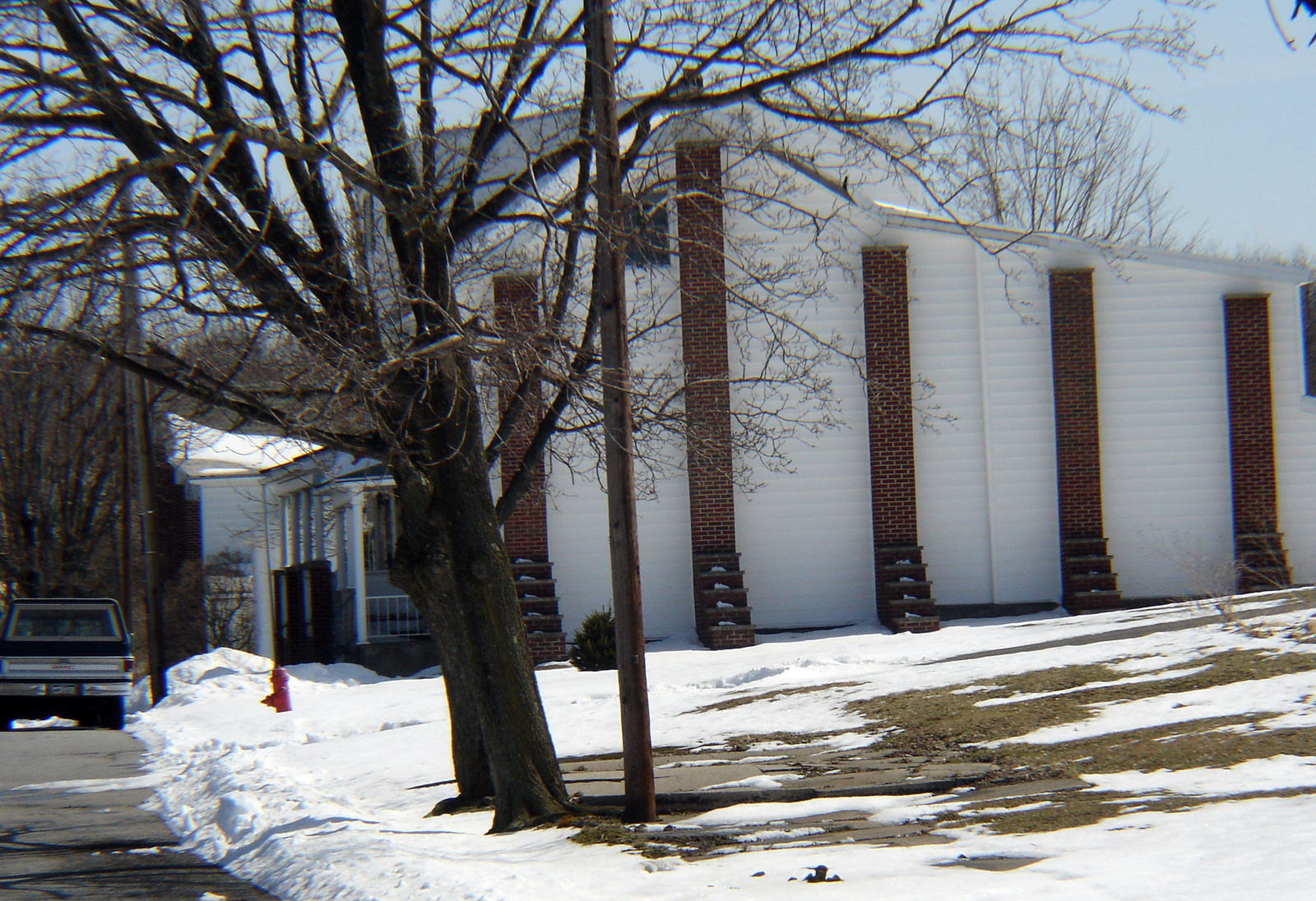
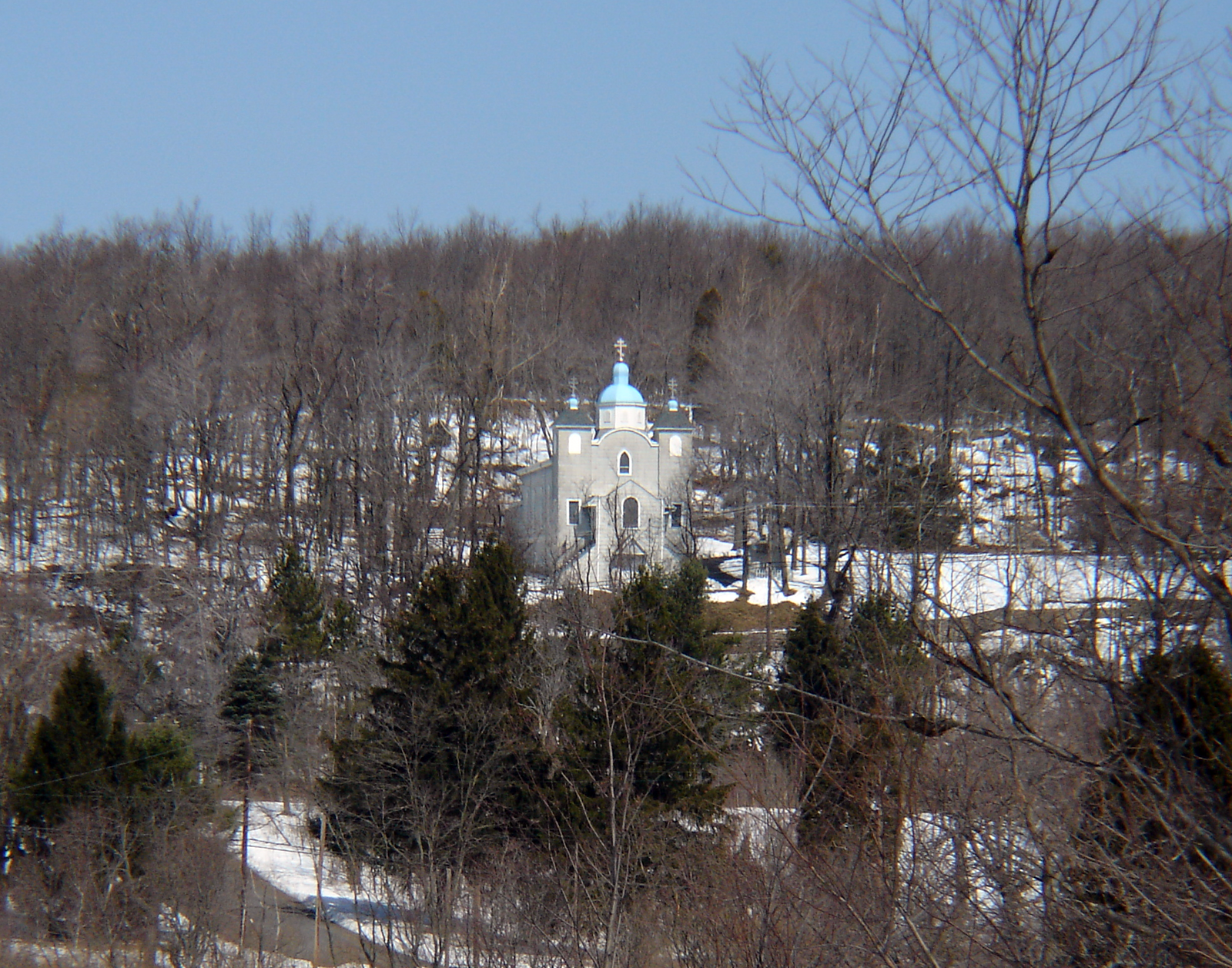
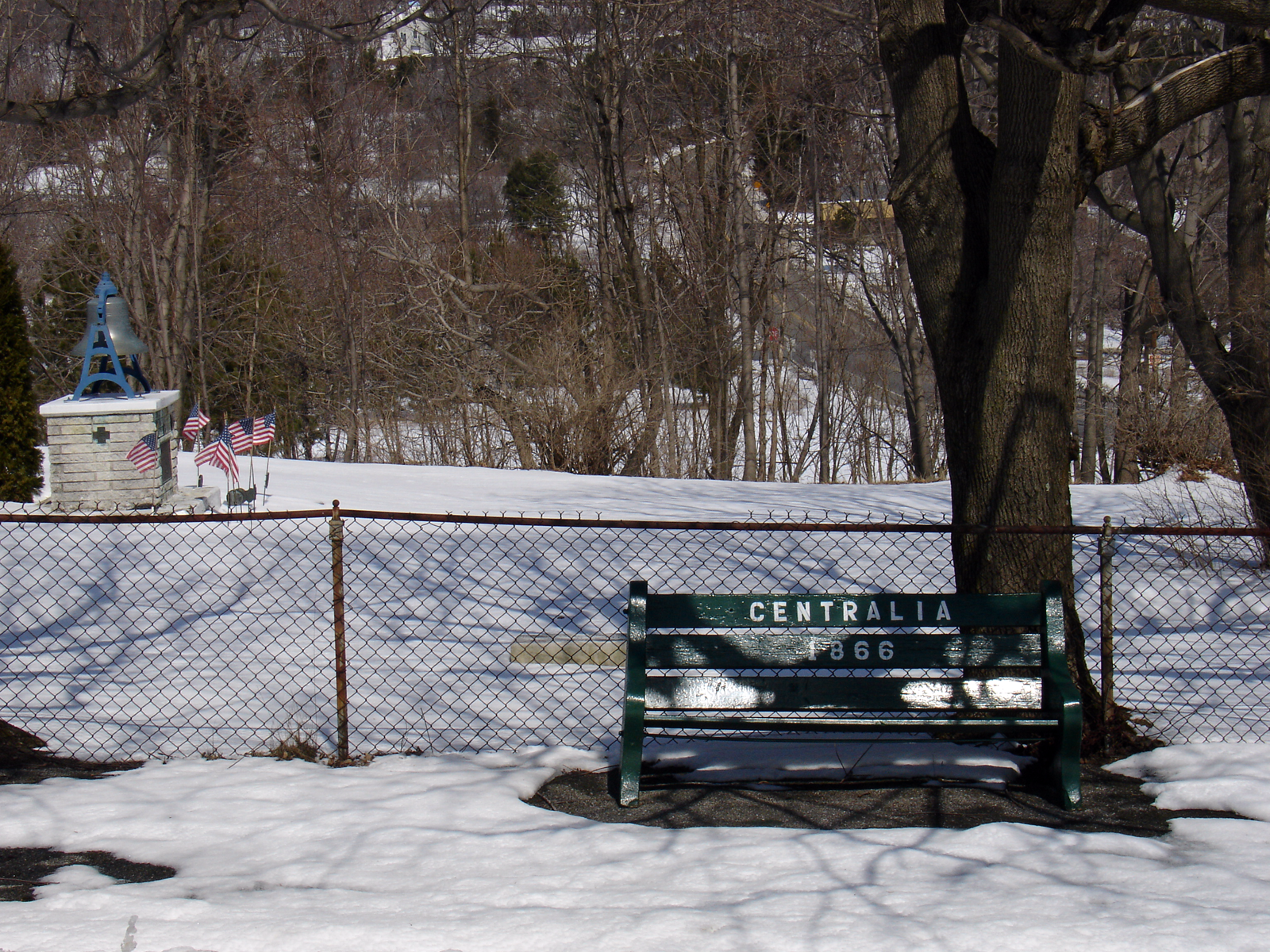
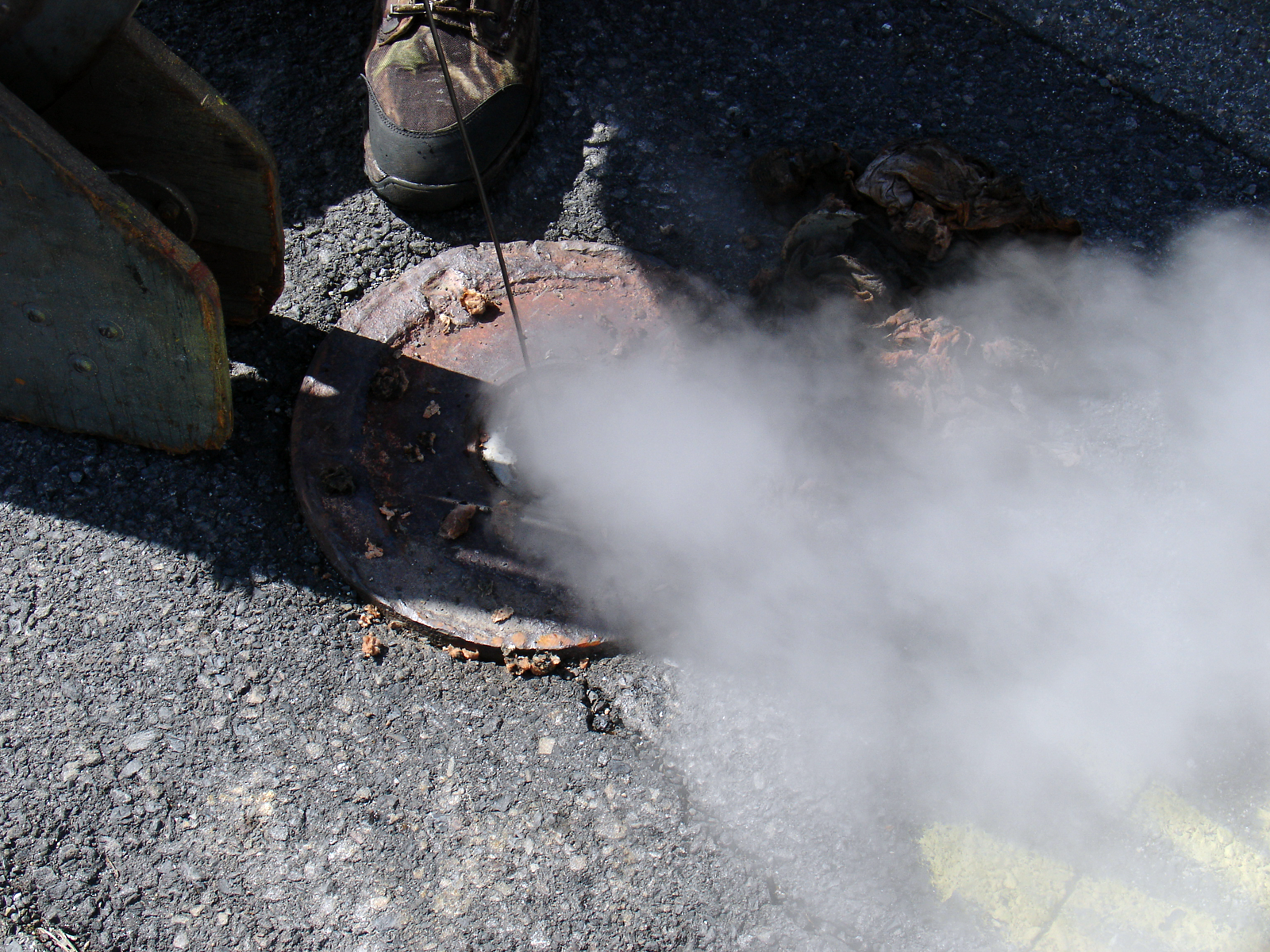
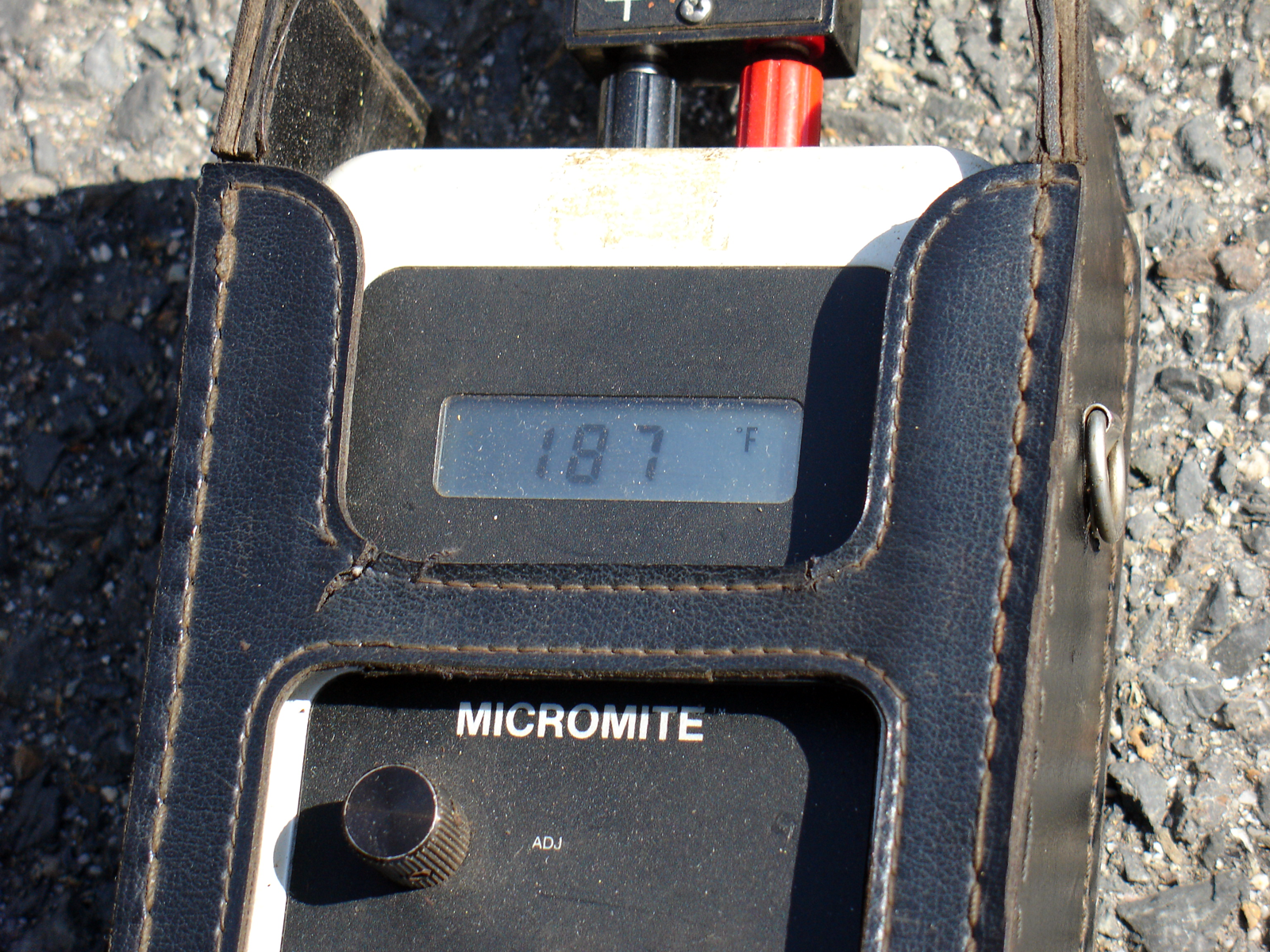
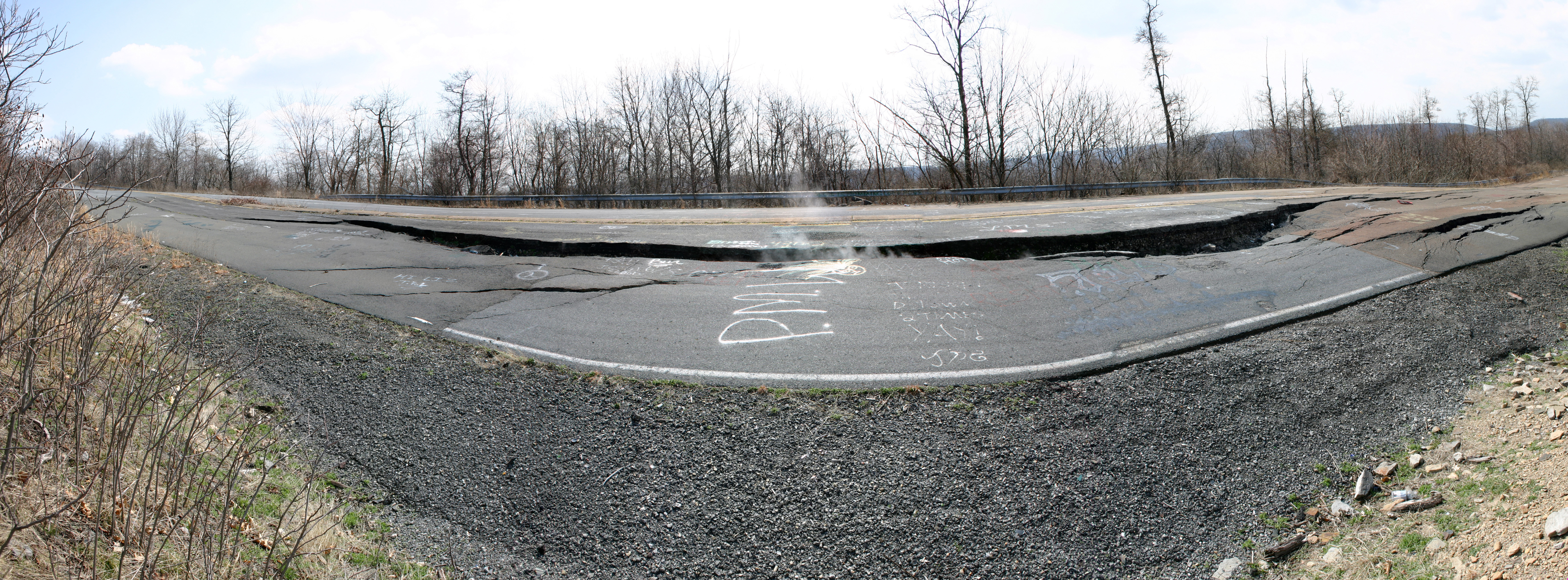